# Eduard Vater
Eduard Vater (* um 1800; † 1880) war ein deutscher evangelischer Geistlicher und Parlamentarier.

## Leben
Eduard Vater studierte Evangelische Theologie an der Universität Leipzig. 1818 wurde er Mitglied des Corps Saxonia Leipzig. Nach dem Studium wurde er Pfarrer und später Superintendent in Meseritz. Er saß 1849, in der 1. Legislaturperiode, als Abgeordneter des Wahlkreises Posen im Preußischen Abgeordnetenhaus. Er gehörte der Fraktion Auerswald-Schwerin an.